# San Eduardo (Santa Fé)
San Eduardo é uma comuna da província de Santa Fé, na Argentina.